# Буря (картина Макке)
«Буря» (нем. Der Sturm) — картина немецкого художника Августа Макке, написанная в 1911 году. В настоящее время хранится в Саарбрюккене.

## История создания
Картина создана в пору совместной работы Макке с Кандинским и Марком над альманахом «Синий всадник», когда, в октябре 1911 года Макке гостил в Зинельсдорфе (где жили супруги Марк и Кампендонк) и Мурнау (у Мюнтер и Кандинского). «Буря» была написана в ателье Франца Марка в Зинельсдорфе, где оба художника проводили время в беседах об искусстве. В своём новом произведении Макке обращается к миру фантастическому и воплощает идею Кандинского о раскрытии духовной сущности в материальном и абстрактном. Это было время безграничного восхищения Макке Кандинским, его жизненной энергией и его творчеством.

## Описание

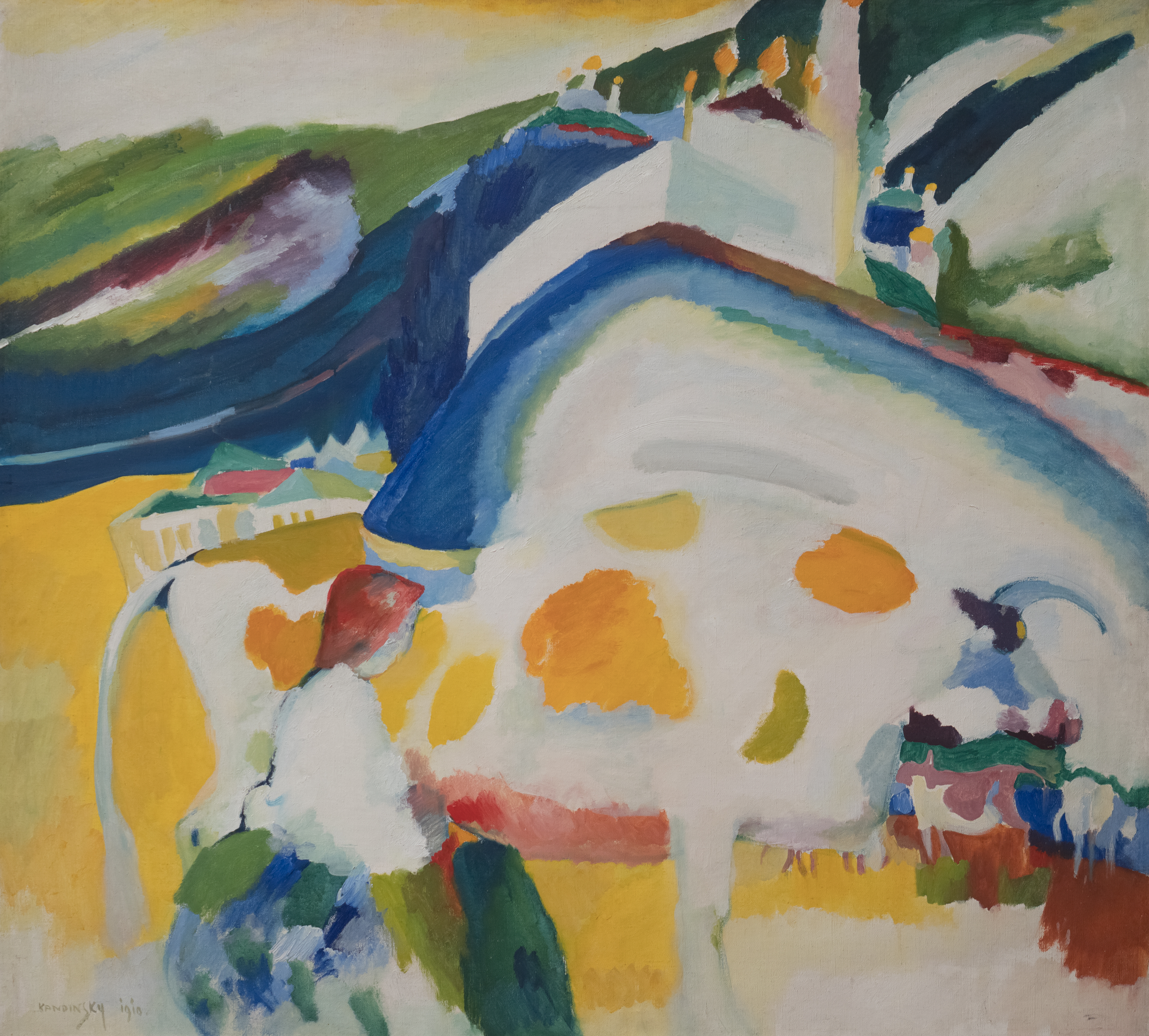
В. Кандинский. Корова. 1910. Галерея Ленбаххаус, Мюнхен

«Буря» — это отклик на «Корову» Кандинского (1910, Ленбаххаус, Мюнхен), которую Макке видел в Мурнау, ещё не снятой с мольберта, и, в большей степени, на «Жёлтую корову» Марка (в настоящее время в Музее Соломона Гуггенхайма, Нью-Йорк).